# Krankenbehandler

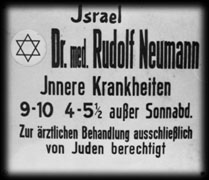
Praxisschild eines jüdischen Arztes

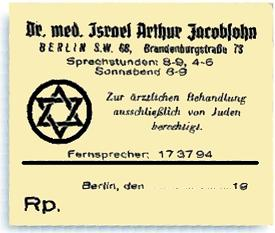
Rezept eines Krankenbehandlers

Der Krankenbehandler war eine diskriminierende Begriffsbildung des NS-Regimes für jüdische Ärzte, denen aufgrund der Vierten Verordnung zum Reichsbürgergesetz vom 25. Juli 1938 zwar ausnahmslos die Approbation (unter dem 1935 von den Nationalsozialisten hier eingeführten Begriff: Bestallung) zum 30. September 1938 entzogen worden war, die ihren Beruf aber weiter zur Behandlung jüdischer Bürger ausüben durften. In dieser Verordnung heißt es:
Der Reichsminister des Inneren oder die von ihm ermächtigte Stelle kann auf Vorschlag der Reichsärztekammer Ärzten, deren Bestallung auf Grund des § 1 erloschen ist, die Ausübung des Ärzteberufes widerruflich gestatten. Die Genehmigung kann unter Auflagen erteilt werden.

Im Deutschen Reich lebten im Juli 1938 3.670 jüdische Ärzte, davon 1.561 in Berlin (wo auch der Großteil der verbliebenen deutschen Juden gemäß der Definition der Nürnberger Gesetze lebte). Da nichtjüdische Ärzte keine Juden behandeln durften, war deren medizinische Versorgung nach der Verdrängung jüdischer Ärzte nicht mehr gesichert. Im August 1938 wurde bei einem Treffen von Reichsgesundheitsführer Leonardo Conti mit Vertretern des öffentlichen Gesundheitswesens, der Kassenärztlichen Vereinigung und der Berliner Ärztekammer festgelegt, dass künftig ein jüdischer Arzt für die Versorgung von 1.200 Berliner Juden zuzulassen sei, wobei diese nicht nur in Privatpraxis tätig sein sollten, sondern auch sämtliche jüdischen Einrichtungen betreuen sollten. Der Versorgungsschlüssel war dabei deutlich schlechter als jener der nichtjüdischen Bevölkerung (ein Arzt pro 600 Personen). Die in Berlin getroffenen Entscheidungen wurden wahrscheinlich im ganzen Reich umgesetzt. Vorschläge für die in Frage kommenden Ärzte hatten die jüdischen Gemeinden einzureichen. Die Versorgung jüdischer Patienten und damit der Wirkungsort der „Krankenbehandler“ wurde vielerorts zentralisiert, zum Teil in jüdische Krankenhäusern, aber auch Gemeindehäusern oder sogar Synagogen.
Nur wenige jüdische Ärzte konnten in Folge der Verordnung – nunmehr als Krankenbehandler und ausschließlich für jüdische Patienten – weiter ihren Beruf ausüben. Wie viele Ärzte in den unterschiedlichen Städten als Krankenbehandler zugelassen worden sind, ist ebenso ungesichert wie die der Auswahl zugrundeliegenden Kriterien. Für Berlin konnten bis Kriegsende insgesamt 369 Krankenbehandler namentlich nachgewiesen werden. In anderen Städten gab es deutlich weniger entsprechend tätige Ärzte, zeitweise auch gar keine. Die Fluktuation infolge der Novemberpogrome 1938, Auswanderung, Deportation und auch Suizid war hoch.
Die Bezeichnung „Arzt“ durfte von den Betroffenen nicht mehr geführt werden. Eine Vielzahl unterschiedlicher Bezeichnungen kam stattdessen auf, etwa „Behandler“, „jüdische Behandler“, „Judenbehandler“ oder auch fachspezifische Bezeichnungen wie „Augenbehandler“. Im Verlauf etablierte sich die Bezeichnung „Krankenbehandler“. Auf Rezepten, Briefbögen und Praxisschildern hatten die Betroffenen einen Davidstern zu führen und den Zusatz „Zur ärztlichen Behandlung ausschließlich von Juden berechtigt“.
Die durch die Verdrängung jüdischer Ärzte resultierende Versorgungslücke – auch für nichtjüdische Patienten – ließ sich nicht schließen und trug zum allgemeinen Ärztemangel bei, der sich mit Kriegsbeginn und Fortgang des Krieges weiter verschärfte.
Ähnlich jüdischen Ärzten wurde auch jüdischen Rechtsanwälten die Zulassung entzogen, einige von ihnen konnten als sogenannte „(jüdischer) Konsulent“ eingeschränkt weiterarbeiten.